# Lee Hill
Pour les articles homonymes, voir Hill.
Lee Hill est un acteur américain né le 8 juillet 1894 au Minnesota, et mort le 15 septembre 1957 à Los Angeles (Californie).

## Filmographie partielle
- 1914 : Jake's Hoodoo
- 1914 : A Turn of the Cards
- 1914 : The Reform Candidate
- 1914 : The Rector's Story
- 1914 : In the Spider's Web
- 1914 : The Devil and Mrs. Walker
- 1914 : In Dutch
- 1915 : Charlot garçon de banque (The Bank) de Charles Chaplin
- 1915 : Charlot marin (Shanghaied) de Charles Chaplin
- 1916 : Behind the Lines (en) de Henry MacRae
- 1916 : The Turn of the Wheel de Rupert Julian
- 1917 : The Star Witness de Henry MacRae
- 1917 : The Fuel of Life de Walter Edwards
- 1917 : Idolators de Walter Edwards
- 1918 : Station Content d'Arthur Hoyt
- 1918 : The Lonely Woman de Thomas N. Heffron
- 1918 : The Love Brokers d'E. Mason Hopper
- 1924 : Cytherea de George Fitzmaurice